# Epitonioidea
Super-famille
Synonymes
- Janthinoidea Lamarck, 1812

Les Epitonioidea sont une super-famille de mollusques prosobranches de la classe des gastéropodes, à la position taxinomique encore peu claire.

## Liste des familles
Selon World Register of Marine Species (6 juillet 2016) :
- famille des Epitoniidae Berry, 1910 (1812) -- 38 genres actuels
- famille des Janthinidae Lamarck, 1822 -- 2 genres (mollusques flottants)
- famille des Nystiellidae Clench & Turner, 1952 -- 6 genres

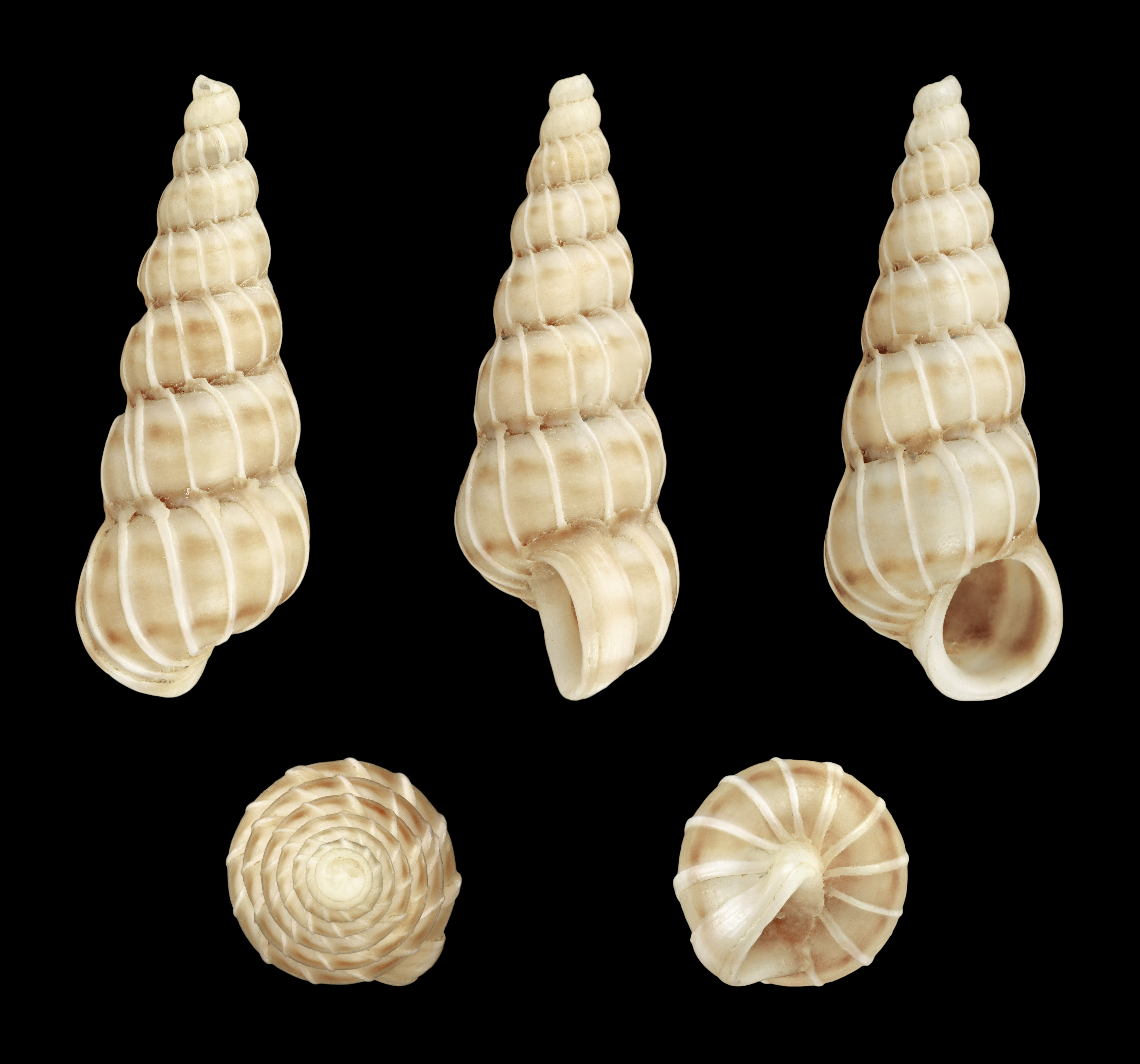
Epitonium turtonis (Epitoniidae).
Coquille de Janthina janthina (Janthinidae).